# 佩特羅韋 (拜特列克區)
佩特羅韋是哈薩克斯坦的城鎮，位於該國西部西哈薩克斯坦州，由拜特列克區負責管轄，面積約為3平方公里，距離佩列苗特諾耶和烏拉爾斯克分別為104公里和39公里，2009年人口360。